# Éristale d'Allen
Eristalis alleni
Espèce
L'éristale d'Allen (Eristalis alleni) est une espèce d'insectes diptères brachycères de la famille des Syrphidae se trouvant uniquement dans la forêt costaricaine. Il a été nommé en l’honneur de Paul Allen (cofondateur en 1975, avec Bill Gates, de la société Microsoft) pour ses contributions sur les diptères.